# Baix Maestrat
Pour les articles homonymes, voir Maestrazgo (homonymie).
Baix Maestrat (en castillan : Bajo Maestrazgo) est une comarque de la province de Castellón, dans la Communauté valencienne, en Espagne. Son chef-lieu est Vinaroz.

## Communes
| Nom                                                 | Population (2020) | Superficie |
| --------------------------------------------------- | ----------------- | ---------- |
| Alcalá de Chivert Alcalà de Xivert                  | 6 638             | 167,60     |
| Benicarló                                           | 27 363            | 47,90      |
| Cálig Càlig                                         | 1 961             | 27,50      |
| Canet lo Roig                                       | 676               | 68,70      |
| Castell de Cabres                                   | 22                | 30,70      |
| Cervera del Maestre                                 | 557               | 93,20      |
| La Jana                                             | 676               | 19,50      |
| Peñíscola Peníscola                                 | 7 683             | 79,00      |
| La Pobla de Benifassà Puebla de Benifasar           | 199               | 136,00     |
| Rosell Rossell                                      | 912               | 74,90      |
| Salsadella La Salzadella                            | 700               | 49,50      |
| San Jorge Sant Jordi                                | 990               | 36,50      |
| San Mateo Sant Mateu                                | 1 952             | 64,60      |
| San Rafael del Río Sant Rafale del Riu              | 466               | 21,10      |
| Santa Magdalena de Pulpis Santa Magdalena de Polpis | 754               | 66,50      |
| Traiguera                                           | 1 367             | 59,80      |
| Vinaroz Vinaròs                                     | 28 833            | 95,50      |
| Xert Chert                                          | 688               | 82,50      |
| Total                                               | 82 437            | 1 221,40   |

## Géographie
La comarque est délimitée au nord-ouest par la province de Teruel, au nord-est par la province de Tarragone, à l'est par la mer Méditerranée et au sud par la comarque de Plana Alta et à l'ouest avec les comarques de l'Alt Maestrat et Les Ports.
Dans cette comarque se trouve le Parc naturel de la Sierra d'Irta, la plus grande zone côtière non aménagée de la Communauté valencienne, récemment déclarée parc naturel.
Le Baix Maestrat se situe dans le champ linguistique du valencien.

## Activités
Les activités traditionnelles sont -entre autres- l'agriculture (agrumes, oliviers, artichauts...) et la pêche. L'artichaut de Benicarló a une appellation d'origine.

## Délimitations historiques
La comarque actuelle du Baix Maestrat comprend également les sous-comarques historiques de la Tenencia de Benifasar (es) et de la Plana de Vinaros (es). Les communes d'Albocàsser et de Tírig (dans l'actuel Alt Maestrat), et Les Coves de Vinromà, La Serratella, La Torre d'en Doménec et Vilanova d'Alcolea (dans la Plana Alta) faisaient également partie de la comarque historique. La carte des comarques d'Emili Beüt Comarques naturals del Regne de València publiée en 1934 montre l'organisation de l'ancienne comarque.